# Arc-Ainières
Arc-Ainières is een deelgemeente van de Waalse gemeente Frasnes-lez-Anvaing in de Belgische provincie Henegouwen. De deelgemeente bestaat uit de twee dorpen Arc en Ainières die reeds tijdens het ancien régime samengevoegd waren.
Arc-Ainières was een zelfstandige gemeente, tot ze in 1971 samen met Wattripont de nieuwe fusiegemeente Arc-Wattripont ging vormen. Bij de gemeentelijke herindeling van 1977 werd de fusiegemeente opgeheven en toegevoegd aan de gemeente Frasnes-lez-Anvaing.

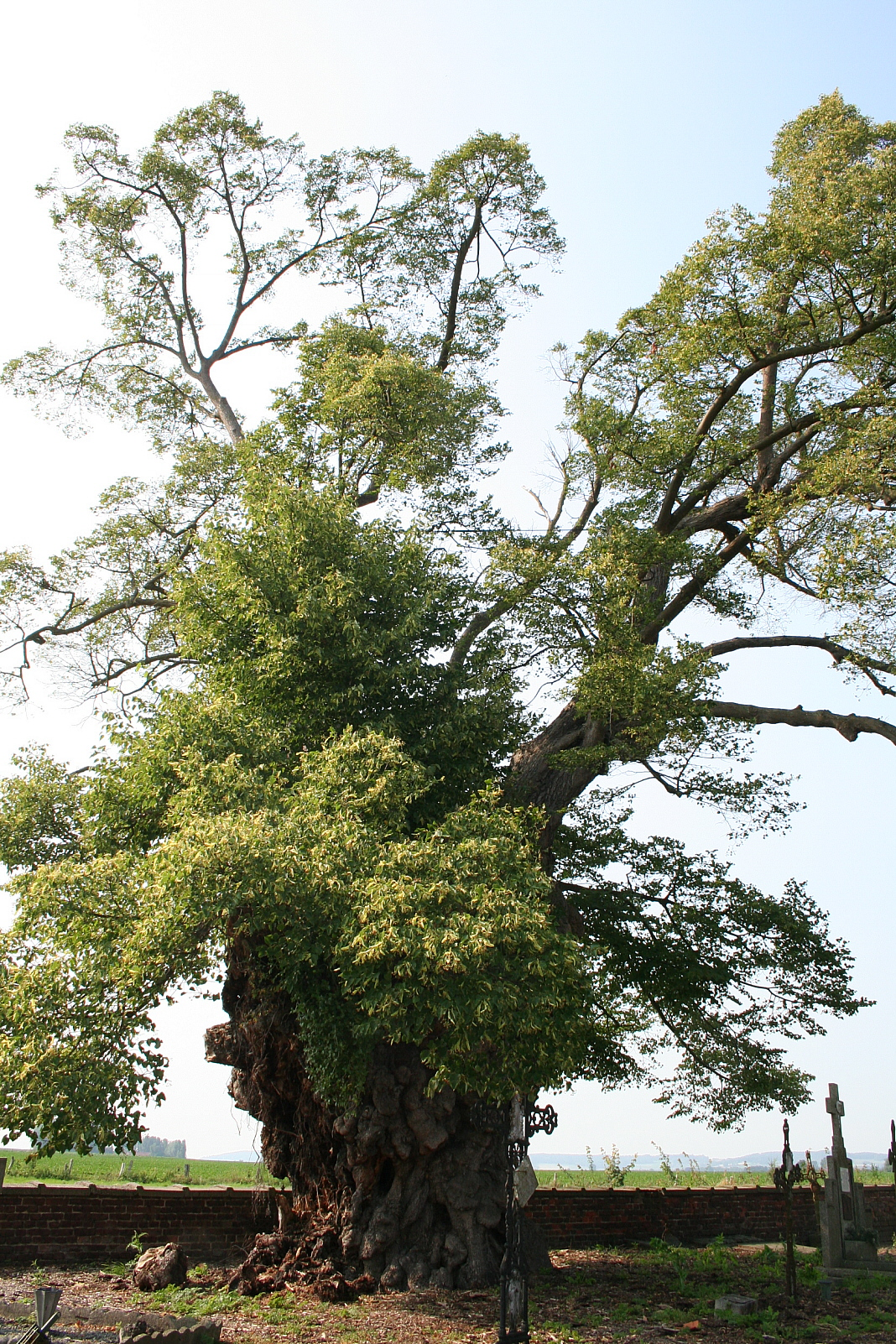
In Arc-Ainières stond tot 11 mei 2007 de dikste lindeboom van België. Op die dag woei hij om door een storm.

## Demografische ontwikkeling
Bron: NIS; Opm:1831 t/m 1961=volkstellingen